# Alfred Williams
Alfred Hamilton Williams, detto Big Al (Houston, 6 novembre 1968), è un ex giocatore di football americano statunitense che ha militato nel ruolo di defensive end nella National Football League (NFL). Al college giocò a football a Colorado

## Carriera professionistica
Williams fu scelto come 18º assoluto nel Draft NFL 1991 dai Cincinnati Bengals. Vi giocò fino al 1994 dopo di che passò ai San Francisco 49ers, trascorrendovi una sola stagione. Nel 1996 si trasferì ai Denver Broncos con cui disputò la migliore annata a livello statistico della carriera, quando mise a segno 13,5 sack, venendo convocato per il Pro Bowl e inserito nel First-team All-Pro. L'anno seguente vinse il Super Bowl XXXII battendo i Green Bay Packers, titolo bissato l'anno successivo con la vittoria sugli Atlanta Falcons. Si ritirò dopo la stagione 1999.

## Palmarès

### Franchigia
- Super Bowl : 2

Denver Broncos: Super Bowl XXXII, Super Bowl XXXIII
- American Football Conference Championship: 2

Denver Broncos: 1997, 1998

### Individuale
- Convocazioni al Pro Bowl: 1

1996
- First-team All-Pro: 1

1996
- Butkus Award - 1990
- College Football Hall of Fame

## Statistiche
| Partite | 128  |
| Sack    | 59,5 |